# Системная биология
Систе́мная биоло́гия — междисциплинарное научное направление, образовавшееся на стыке биологии и теории сложных систем, ориентированное на изучение сложных взаимодействий в живых системах. Впервые термин используется в статье 1993 года авторов W. Zieglgänsberger и TR. Tölle. Широкое распространение термин «системная биология» получил после 2000 года.
Формирует новый подход к интерпретации результатов в биологии 21-го века вместо традиционного для биологии прошлых столетий редукционизма, и такой новый подход в настоящее время обозначают терминами холизм и интеграционизм англ. integrationism). Основное внимание в системной биологии уделяется так называемым эмерджентным свойствам, то есть свойствам биологических систем, которые невозможно объяснить только с точки зрения свойств её компонентов.
Понимание (англ. insight) биологии на системном уровне даёт возможность для более верного осмысления структуры, динамики и функций как отдельной клетки, так и организма в целом, чем при рассмотрении по-отдельности частей клетки или организма.
Системная биология тесно связана с математической биологией.

## Значения
Системная биология может пониматься как:
- Область исследований, нацеленная на изучение взаимодействий между составляющими частями биологических систем и на исследование механизмов формирования функций и системных свойств в результате этих взаимодействий (например, взаимодействие метаболитов и ферментов в метаболических системах).
- Научная парадигма, противопоставляемая так называемой редукционистской парадигме в изучении сложных биологических систем, однако полностью соответствующая научному методу познания[4][5].
- Набор исследовательских протоколов, а именно, цикл исследований, состоящий из теории, аналитического или компьютерного моделирования для формулировки гипотез о системе, экспериментальной проверки, и затем использование полученных данных для описания клетки или клеточных процессов для улучшения компьютерной модели или теории[6]. Поскольку целью является модель взаимодействий в сложной системе, экспериментальные методики, которые используются в системной биологии должны быть наиболее детальными. По этой причине для верификации моделей используются такие методики как транскриптомика, метаболомика, протеомика и другие высокопроизводительные технологии для сбора численных данных.
- Применение теории динамических систем к биологическим процессам.
- Соционаучный феномен, определяемый как стремление к интеграции сложных данных о взаимодействиях в биологических системах, полученных из различных экспериментальных источников, используя междисциплинарные методы.

Различие в понимании системной биологии объясняется тем фактом, что данное понятие относится скорее к совокупности пересекающихся концепций, чем к одному строго определенному направлению. Несмотря на различие в понимании целей и методов системной биологии, термин широко используется исследователями, в том числе как часть названий научных подразделений и целых институтов по всему миру.

## История
Предпосылками появления системной биологии являются:
- Количественное моделирование ферментативной кинетики — направление, формировавшееся между 1900 и 1970 годами,
- Математическое моделирование роста популяций,
- Моделирование в нейрофизиологии,
- Теория динамических систем и кибернетика.
- Синергетика

Пионером системной биологии можно считать Людвига Фон Берталанфи, создателя общей теории систем, автора книги «Общая теория систем в физике и биологии», опубликованной в 1950 году.
Одной из первых численных моделей в биологии является модель британских нейрофизиологов и лауреатов нобелевской премии Ходжкина и Хаксли, опубликованной в 1952 году. Авторы создали математическую модель, объясняющую распространение потенциала действия вдоль аксона нейрона. Их модель описывала механизм распространения потенциала как взаимодействие между двумя различными молекулярными компонентами: каналами для калия и натрия, что можно расценить как начало вычислительной системной биологии. В 1960 году на основе модели Ходжкина и Хаксли Денис Нобл создал первую компьютерную модель сердечного водителя ритма.
Формально первая работа по системной биологии, как самостоятельной дисциплине, была представлена системным теоретиком Михайло Месаровичем в 1966 году на международном симпозиуме в Институте технологии в Кливленде (США, штат Огайо) под названием «Системная теория и биология».
В 60-х, 70-х годах двадцатого века был разработан ряд подходов для изучения сложных молекулярных систем, таких как теория контроля метаболизма и теория биохимических систем. Успехи молекулярной биологии в 80-х годах при некотором спаде интереса к теоретической биологии вообще, которая обещала больше, чем смогла достичь, привели к падению интереса к моделированию биологических систем.
Тем не менее, рождение функциональной геномики в 1990-х годах привело к доступности большого количества данных высокого качества, что совместно с бумом в развитии вычислительной техники, позволило создавать более реалистичные модели. В 1997 году группа Масару Томита опубликовала первую численную модель метаболизма целой (гипотетической) клетки. Термин «системная биология» может быть также найден в статье В. Зиглгансберга и Т. Толле, опубликованной в 1993 году. В течение 1990-х годов Б. Зенг создал ряд концепций, моделей и терминов: системная медицина (апрель 1992), системная биоинженерия (июнь 1994) и системная генетика (ноябрь 1994).
В течение 2000-х годов, когда создавались институты системной биологии в Сиэтле и Токио, системная биология вступила в полные права, будучи вовлечённой в различные геномные проекты, обрабатывая и интерпретируя данные из «-омик» (протеомика, метаболомика), помогая в интерпретации прочих высокопроизводительных экспериментов, включая биоинформатику. По состоянию на лето 2006 года в связи с нехваткой системных биологов было создано несколько учебных центров по всему миру.
Важной вехой в становлении системной биологии стал международный проект Физиом.

## Экспериментальные методы системной биологии
Для верификации создаваемых моделей в системной биологии используются различные типы экспериментальных данных, описывающих как отдельные составляющие, так и систему в целом. Зачастую в качестве исходной информации для формулировки гипотез и выводов используются данные, полученные в других областях биологии: биохимии, биофизики, молекулярной биологии. Тем не менее, существует ряд специфичных методов, прочно ассоциируемых с системной биологией. Эти методы характеризует большое количество экспериментальных измерений, а также одновременное детектирование многих характеристик, что стало возможным благодаря появлению автоматизированных потоковых методик экспериментов.
Примерами таких методов могут являться:
- Геномика: высокопроизводительные методы секвенирования ДНК, включая изучение вариабельности в различных клетках одного организма.
- Эпигеномика/Эпигенетика: изучение факторов транскрипции, не кодируемых в ДНК (метилирование ДНК, и т. д.).
- Транскриптомика: измерение экспрессии генов, используя ДНК-микрочипы и другие методы.
- Интерферомика: измерение взаимодействия транскрибируемых РНК.
- Протеомика/Транслатомика: измерение уровня белков или пептидов с использованием двумерного гель-электрофореза, масс-спектрометрии или многомерных методик измерения белков.
- Метаболомика: измерение концентраций так называемых малых молекул, метаболитов.
- Гликомика: измерение уровня углеводов.
- Липидомика: измерение уровня липидов.

Кроме представленных методов измерения уровня молекул, существуют также более сложные методы, позволяющие измерять динамику характеристик во времени и взаимодействие между компонентами:
- Интерактомика: измерение взаимодействий между молекулами (например, измерение белок-белковых взаимодействий: PPI).
- Флаксомика: измерение динамики потоков и концентраций во времени (как правило метаболитов).
- Биомика: системный анализ биома.

Многие перечисленные методики в настоящее время все ещё активно развиваются как в направлении увеличения точности и информативности измерений, так и в способах численной обработки получаемых данных.

## Инструменты системной биологии
Исследования в области системной биологии чаще всего заключаются в разработке механистической модели сложной биологической системы, то есть модели, сконструированной на основе реальных данных об элементарных процессах, составляющих систему.
Метаболический или сигнальный путь может быть описан математически на основе теорий ферментативной  или химической кинетики. Для анализа полученных систем могут применяться математические методы нелинейной динамики, теории случайных процессов, либо использоваться теория управления.
Из-за сложности объекта изучения, большого количества параметров, переменных и уравнений, описывающих биологическую систему, современная системная биология немыслима без использования компьютерных технологий. Компьютеры используются для решения систем нелинейных уравнений, изучения устойчивости и чувствительности системы, определения неизвестных параметров уравнений по экспериментальным данным. Новые компьютерные технологии оказывают существенное влияние на развитие системной биологии. В частности, использование исчисления процессов, автоматических средств поиска информации в публикациях, вычислительная лингвистика, разработка и наполнение общедоступных баз данных.
В рамках системной биологии ведётся работа над созданием собственных программных средств для моделирования и универсальных языков для хранения и аннотации моделей. В качестве примера можно привести SBML, CellML (расширения XML для записи моделей), а также SBGN (язык графического представления структуры взаимодействий элементов биологических систем).